# Металлистическая теория денег
Металлистическая (часто — металлическая) теория денег — теория денег, получившая развитие в эпоху первоначального накопления капитала.
Это экономическое учение отождествляло денежное обращение с товарным обменом и исходило из того, что благородные металлы (золото и серебро) по природе своей являются деньгами; при этом деньги не рассматривались как особый товар, который служит всеобщим эквивалентом, а считались простым техническим орудием обмена. Представители металлистической теории отрицали возможность замены полноценных металлических денег на их бумажные денежные знаки даже во внутреннем обращении.
Одним из первых представителей был французский математик XIV века Николо Орезме, автор трактата о деньгах. Начало теории было положено в Англии в XVI веке из наблюдения, что Англия из-за своего большого положительного сальдо торгового баланса обладало большим количеством слитков золота и серебра, несмотря на тот факт, что в стране не было добычи драгоценных металлов. Это положение поддерживали сторонники меркантилизма.
В наиболее законченном виде была развита меркантилистами (Т. Мэн, Д. Hopс и др. в Англии; Ж. Ф. Мелон, А. Монкретьен во Франции), выдвинувшими учение о полноценных металлических деньгах как богатстве нации. Они считали, что устойчивая металлическая монета представляла собой необходимое условие экономического развития общества. Также этой теории придерживались в Англии У. Стаффорд и Дж. Чайлд, во Франции — Ж.-Б. Кольбер, в Германии — И. Г. Готлиб Юсти (1717—1771), в Италии — Г. Скаруффи и Ф. Галиани.
С завершением первоначального накопления капитала, когда внешняя торговля перестала служить основным источником обогащения, всё более важную роль стали играть внутренние производства для умножения богатства нации. Капитал в действии стал противопоставляться «мёртвым» сокровищам в виде золота и серебра. Критики меркантилизма и металлистической теории денег указывали, что для внутреннего обращения вовсе не нужны полноценные металлические деньги, вызывающие к тому же значительные издержки на их выпуск.
С развитием бумажных денег в XIX веке приверженцы металлистической теории денег немецкие экономисты К. Книс, В. Лексис, А. Лансбург уже допуская возможность обращения знаков денег, требовали обязательного их размена на металл. При возникновении в конце XIX века некоторых специфических форм, связанных с валютным подчинением ведущими государствами более слабых стран, что привело к отходу от традиционных форм размена и внешних расчётов, на которые опиралась металлистическая теория денег, появилась золотодевизная система денежного обращения, которая предусматривала уже не непосредственный размен кредитных денег на золото, а размен их на девизы ведущих государств. Произошедший отрыв ценности, представляемой деньгами в обращении, от ценности содержащегося в них металла способствовал развитию номиналистической теории денег, которая отрицала связь денег с золотом.